# Formule E 2016/2017
Formule E 2016/17 byla třetí sezonou šampionátu Formule E. Začala dne 9. října 2016 v Hongkongu a skončila 30. července v kanadském Montrealu.

## Jezdci a týmy
| Tým                          | Konstruktér          | Motor                  | No. | Jezdci                 | Závody     |
| ---------------------------- | -------------------- | ---------------------- | --- | ---------------------- | ---------- |
| DS Virgin Racing             | Spark-Citroën        | DS Virgin DSV-02       | 2   | Sam Bird               | 1–12       |
| DS Virgin Racing             | Spark-Citroën        | DS Virgin DSV-02       | 37  | José María López       | 1–8, 11–12 |
| DS Virgin Racing             | Spark-Citroën        | DS Virgin DSV-02       | 37  | Alex Lynn              | 9–10       |
| NextEV NIO                   | Spark-NEXTEV         | NEXTEV TCR Formula 002 | 3   | Nelson Piquet Jr.      | 1–12       |
| NextEV NIO                   | Spark-NEXTEV         | NEXTEV TCR Formula 002 | 88  | Oliver Turvey          | 1–12       |
| Venturi Formula E            | Spark-Venturi        | Venturi VM200-FE-02    | 4   | Stéphane Sarrazin      | 1–6        |
| Venturi Formula E            | Spark-Venturi        | Venturi VM200-FE-02    | 4   | Tom Dillmann           | 7–12       |
| Venturi Formula E            | Spark-Venturi        | Venturi VM200-FE-02    | 5   | Maro Engel             | 1–5, 7–12  |
| Venturi Formula E            | Spark-Venturi        | Venturi VM200-FE-02    | 5   | Tom Dillmann           | 6          |
| Faraday Future Dragon Racing | Spark-Penske         | Penske 701-EV          | 6   | Loïc Duval             | 1–5, 7–12  |
| Faraday Future Dragon Racing | Spark-Penske         | Penske 701-EV          | 6   | Mike Conway            | 6          |
| Faraday Future Dragon Racing | Spark-Penske         | Penske 701-EV          | 7   | Jérôme d'Ambrosio      | 1–12       |
| Renault e.Dams               | Spark-Renault        | Renault Z.E 16         | 8   | Nico Prost             | 1–12       |
| Renault e.Dams               | Spark-Renault        | Renault Z.E 16         | 9   | Sébastien Buemi        | 1–8, 11–12 |
| Renault e.Dams               | Spark-Renault        | Renault Z.E 16         | 9   | Pierre Gasly           | 9–10       |
| ABT Schaeffler Audi Sport    | Spark-Abt Sportsline | ABT Schaeffler FE02    | 11  | Lucas di Grassi        | 1–12       |
| ABT Schaeffler Audi Sport    | Spark-Abt Sportsline | ABT Schaeffler FE02    | 66  | Daniel Abt             | 1–12       |
| Mahindra Racing              | Spark-Mahindra       | Mahindra M3Electro     | 19  | Felix Rosenqvist       | 1–12       |
| Mahindra Racing              | Spark-Mahindra       | Mahindra M3Electro     | 23  | Nick Heidfeld          | 1–12       |
| Panasonic Jaguar Racing      | Spark-Jaguar         | Jaguar I-Type 1        | 20  | Mitch Evans            | 1–12       |
| Panasonic Jaguar Racing      | Spark-Jaguar         | Jaguar I-Type 1        | 47  | Adam Carroll           | 1–12       |
| Techeetah                    | Spark-Renault        | Renault Z.E 16         | 25  | Jean-Éric Vergne       | 1–12       |
| Techeetah                    | Spark-Renault        | Renault Z.E 16         | 33  | Ma Čching-chua         | 1–3        |
| Techeetah                    | Spark-Renault        | Renault Z.E 16         | 33  | Esteban Gutiérrez      | 4–6        |
| Techeetah                    | Spark-Renault        | Renault Z.E 16         | 33  | Stéphane Sarrazin      | 7–12       |
| MS Amlin Andretti            | Spark-Andretti       | Andretti ATEC-02       | 27  | Robin Frijns           | 1–12       |
| MS Amlin Andretti            | Spark-Andretti       | Andretti ATEC-02       | 28  | António Félix da Costa | 1–12       |

## Kalendář závodů
| Kolo | ePrix                       | Země                   | Trať                                              | Datum             |
| ---- | --------------------------- | ---------------------- | ------------------------------------------------- | ----------------- |
| 1    | ePrix Hongkongu             | Hong Kong              | Hong Kong Central Harbourfront Circuit            | 9. říjen 2016     |
| 2    | ePrix Marrákeše             | Maroko                 | Circuit International Automobile Moulay El Hassan | 12. listopad 2016 |
| 3    | ePrix Buenos Aires          | Argentina              | Puerto Madero Street Circuit                      | 18. únor 2017     |
| 4    | ePrix Mexico City           | Mexiko                 | Autódromo Hermanos Rodríguez                      | 1. duben 2017     |
| 5    | ePrix Monaka                | Monako                 | Circuit de Monaco                                 | 13. květen 2017   |
| 6    | ePrix Paříže                | Francie                | Paris Street Circuit                              | 20. květen 2017   |
| 7    | ePrix Berlína závod 1       | Německo                | Tempelhof Airport Street Circuit                  | 10. červen 2017   |
| 8    | ePrix Berlína závod 2       | Německo                | Tempelhof Airport Street Circuit                  | 11. červen 2017   |
| 9    | ePrix New York City závod 1 | Spojené státy americké | Brooklyn Street Circuit                           | 15. červenec 2017 |
| 10   | ePrix New York City závod 2 | Spojené státy americké | Brooklyn Street Circuit                           | 16. červenec 2017 |
| 11   | ePrix Montrealu závod 1     | Kanada                 | Montreal Street Circuit                           | 29. červenec 2017 |
| 12   | ePrix Montrealu závod 2     | Kanada                 | Montreal Street Circuit                           | 30. červenec 2017 |

## Výsledky

### ePrix
| Kolo | Závod         | Pole position     | Nejrychlejší kolo | Vítězný jezdec   | Vítězný tým               | Výsledky |
| ---- | ------------- | ----------------- | ----------------- | ---------------- | ------------------------- | -------- |
| 1    | Hongkong      | Nelson Piquet Jr. | Felix Rosenqvist  | Sébastien Buemi  | Renault e.Dams            | Výsledky |
| 2    | Marrákeš      | Felix Rosenqvist  | Loïc Duval        | Sébastien Buemi  | Renault e.Dams            | Výsledky |
| 3    | Buenos Aires  | Lucas di Grassi   | Felix Rosenqvist  | Sébastien Buemi  | Renault e.Dams            | Výsledky |
| 4    | Mexico City   | Oliver Turvey     | Sébastien Buemi   | Lucas di Grassi  | ABT Schaeffler Audi Sport | Výsledky |
| 5    | Monako        | Sébastien Buemi   | Sam Bird          | Sébastien Buemi  | Renault e.Dams            | Výsledky |
| 6    | Paříž         | Sébastien Buemi   | Sam Bird          | Sébastien Buemi  | Renault e.Dams            | Výsledky |
| 7    | Berlín        | Lucas di Grassi   | Mitch Evans       | Felix Rosenqvist | Mahindra Racing           | Výsledky |
| 8    | Berlín        | Felix Rosenqvist  | Maro Engel        | Sébastien Buemi  | Renault e.Dams            | Výsledky |
| 9    | New York City | Alex Lynn         | Maro Engel        | Sam Bird         | DS Virgin Racing          | Výsledky |
| 10   | New York City | Sam Bird          | Daniel Abt        | Sam Bird         | DS Virgin Racing          | Výsledky |
| 11   | Montreal      | Lucas di Grassi   | Loïc Duval        | Lucas di Grassi  | ABT Schaeffler Audi Sport | Výsledky |
| 12   | Montreal      | Felix Rosenqvist  | Nico Prost        | Jean-Éric Vergne | Techeetah                 | Výsledky |

### Pořadí jezdců
Body se udělují dle uvedeného schématu prvním 10 jezdcům v každém závodě, dále jezdci na pole position a jezdci, který zajede nejrychlejší kolo závodu.
| Position | 1. | 2. | 3. | 4. | 5. | 6. | 7. | 8. | 9. | 10. | Pole position | FL |
| Body     | 25 | 18 | 15 | 12 | 10 | 8  | 6  | 4  | 2  | 1   | 3             | 1  |

| Pos. | Jezdec                 | HKG  | MAR | BUE | MEX | MON  | PAR  | BER  | BER | NYC  | NYC  | MTL  | MTL | Pts |
| ---- | ---------------------- | ---- | --- | --- | --- | ---- | ---- | ---- | --- | ---- | ---- | ---- | --- | --- |
| 1    | Lucas di Grassi        | 2F   | 5F  | 3F  | 1F  | 2F   | RetF | 2F   | 3F  | 4F   | 5F   | 1F   | 7F  | 181 |
| 2    | Sébastien Buemi        | 1F   | 1F  | 1F  | 13F | 1F   | 1F   | DSQF | 1F  |      |      | DSQF | 11F | 157 |
| 3    | Felix Rosenqvist       | 15   | 3   | 18  | 16† | 6    | 4    | 1    | 2   | 15   | 2    | 9    | 2   | 127 |
| 4    | Sam Bird               | 13   | 2   | Ret | 3   | Ret  | 16   | 7    | 7   | 1    | 1    | 5    | 4   | 122 |
| 5    | Jean-Éric Vergne       | Ret  | 8   | 2   | 2   | Ret  | Ret  | 8    | 6   | 2F   | 8    | 2F   | 1   | 117 |
| 6    | Nico Prost             | 4    | 4   | 4   | 5   | 9    | 5    | 5    | 8   | 8    | 6    | 6    | Ret | 93  |
| 7    | Nick Heidfeld          | 3    | 9   | 15  | 12  | 3    | 3    | 3    | 10  | Ret  | 3F   | Ret  | 5   | 88  |
| 8    | Daniel Abt             | Ret  | 6F  | 7F  | 7F  | 7    | 13†F | 6F   | 4F  | 14†F | RetF | 4    | 6F  | 67  |
| 9    | José María López       | RetF | 10  | 10  | 6   | Ret  | 2    | 4    | 5   |      |      | Ret  | 3   | 65  |
| 10   | Stéphane Sarrazin      | 10   | 12  | 12  | 15  | 15†F | 10   | 11   | 14  | 3    | 12†  | 3    | 8   | 36  |
| 11   | Nelson Piquet Jr.      | 11   | 16  | 5   | 9   | 4    | 7    | 12   | 12  | 11   | 16†  | 13   | 16  | 33  |
| 12   | Oliver Turvey          | 8    | 7   | 9   | Ret | 13†  | 12   | 10   | 9   | 6    | 14   | 15   | 17  | 26  |
| 13   | Robin Frijns           | 6    | 11  | 14  | 11  | 12   | 6    | 17   | 18  | 9    | 9    | 8    | 13  | 24  |
| 14   | Mitch Evans            | Ret  | 17  | 13  | 4   | 10   | 9    | Ret  | 17  | NC   | Ret  | 7    | 12  | 22  |
| 15   | Loïc Duval             | 14   | 18  | 6   | Ret | NC   |      | 15   | Ret | 5    | 13†  | Ret  | 19† | 20  |
| 16   | Pierre Gasly           |      |     |     |     |      |      |      |     | 7    | 4    |      |     | 18  |
| 17   | Maro Engel             | 9    | NC  | NC  | Ret | 5    |      | 9    | NC  | NC   | Ret  | 12   | 18  | 16  |
| 18   | Jérôme d'Ambrosio      | 7    | 13  | 8   | 14  | Ret  | Ret  | 13   | 13  | Ret  | 10   | 11   | 9   | 13  |
| 19   | Tom Dillmann           |      |     |     |     |      | 8    | 18   | 15  | 13   | 7    | 10   | 10  | 12  |
| 20   | António Félix da Costa | 5    | Ret | 11  | Ret | 11   | Ret  | 16   | 11  | 12   | 15   | 14   | 15  | 10  |
| 21   | Adam Carroll           | 12   | 14  | 17  | 8   | 14   | 15   | 14   | 16  | 10   | 11   | 16   | 14  | 5   |
| 22   | Esteban Gutiérrez      |      |     |     | 10  | 8    | 11   |      |     |      |      |      |     | 5   |
| 23   | Alex Lynn              |      |     |     |     |      |      |      |     | Ret  | Ret  |      |     | 3   |
| 24   | Mike Conway            |      |     |     |     |      | 14   |      |     |      |      |      |     | 0   |
| 25   | Ma Čching-chua         | Ret  | 15  | 16  |     |      |      |      |     |      |      |      |     | 0   |
| Pos. | Jezdec                 | HKG  | MAR | BUE | MEX | MON  | PAR  | BER  | BER | NYC  | NYC  | MTL  | MTL | B   |

| Legenda k tabulce | Legenda k tabulce                                                                       |
| Barva             | Výsledek                                                                                |
| ----------------- | --------------------------------------------------------------------------------------- |
| Zlatá             | Vítěz                                                                                   |
| Stříbrná          | 2. místo                                                                                |
| Bronzová          | 3. místo                                                                                |
| Zelená            | Bodované umístění                                                                       |
| Modrá             | Nebodované umístění                                                                     |
| Modrá             | Dokončil neklasifikován (NC)                                                            |
| Fialová           | Odstoupil (Ret)                                                                         |
| Červená           | Nekvalifikoval se (DNQ)                                                                 |
| Červená           | Nepředkvalifikoval se (DNPQ)                                                            |
| Černá             | Diskvalifikován (DSQ)                                                                   |
| Bílá              | Nestartoval (DNS)                                                                       |
| Bílá              | Závod zrušen (C)                                                                        |
| Světle modrá      | Pouze trénoval (PO)                                                                     |
| Světle modrá      | Páteční testovací jezdec (TD)                                                           |
| Bez barvy         | Netrénoval (DNP)                                                                        |
| Bez barvy         | Vyřazen (EX)                                                                            |
| Bez barvy         | Nepřijel (DNA)                                                                          |
| Bez barvy         | Odvolal účast (WD)                                                                      |
| Bez barvy         | Nezúčastnil se (prázdné)                                                                |
| Označení          | Význam                                                                                  |
| Tučnost           | Pole position                                                                           |
| Kurzíva           | Nejrychlejší kolo                                                                       |
| †                 | Jezdec nedojel do cíle, ale byl klasifikován, protože odjel více než 90 % délky závodu. |
| ‡                 | Byl udělován poloviční počet bodů, protože bylo odjeto méně než 75 % délky závodu.      |
| Horní index       | Umístění bodujících jezdců ve sprintu                                                   |

### Pořadí týmů
| Pos. | Tým                          | No. | HKG  | MAR | BUE | MEX | MON | PAR | BER | BER | NYC | NYC | MTL | MTL | Body |
| ---- | ---------------------------- | --- | ---- | --- | --- | --- | --- | --- | --- | --- | --- | --- | --- | --- | ---- |
| 1    | Renault e.Dams               | 8   | 4    | 4   | 4   | 5   | 9   | 5   | 5   | 8   | 8   | 6   | 6   | Ret | 268  |
| 1    | Renault e.Dams               | 9   | 1    | 1   | 1   | 13  | 1   | 1   | DSQ | 1   | 7   | 4   | DSQ | 11  | 268  |
| 2    | ABT Schaeffler Audi Sport    | 11  | 2    | 5   | 3   | 1   | 2   | Ret | 2   | 3   | 4   | 5   | 1   | 7   | 248  |
| 2    | ABT Schaeffler Audi Sport    | 66  | Ret  | 6   | 7   | 7   | 7   | 13† | 6   | 4   | 14† | Ret | 4   | 6   | 248  |
| 3    | Mahindra Racing              | 19  | 15   | 3   | 18  | 16† | 6   | 4   | 1   | 2   | 15  | 2   | 9   | 2   | 215  |
| 3    | Mahindra Racing              | 23  | 3    | 9   | 15  | 12  | 3   | 3   | 3   | 10  | Ret | 3   | Ret | 5   | 215  |
| 4    | DS Virgin Racing             | 2   | 13   | 2   | Ret | 3   | Ret | 16  | 7   | 7   | 1   | 1   | 5   | 4   | 190  |
| 4    | DS Virgin Racing             | 37  | RetF | 10  | 10  | 6   | Ret | 2   | 4   | 5   | Ret | Ret | Ret | 3   | 190  |
| 5    | Techeetah                    | 25  | Ret  | 8   | 2   | 2   | Ret | Ret | 8   | 6   | 2   | 8   | 2   | 1   | 156  |
| 5    | Techeetah                    | 33  | Ret  | 15  | 16  | 10  | 8   | 12  | 11  | 14  | 3   | 12† | 3   | 8   | 156  |
| 6    | NextEV NIO                   | 3   | 11   | 16  | 5   | 9   | 4   | 7   | 12  | 12  | 11  | 16† | 13  | 16  | 59   |
| 6    | NextEV NIO                   | 88  | 8    | 7   | 9   | Ret | 13† | 11  | 10  | 9   | 6   | 14  | 15  | 17  | 59   |
| 7    | Andretti Formula E           | 27  | 6    | 11  | 14  | 11  | 12  | 6   | 17  | 18  | 9   | 9   | 8   | 13  | 34   |
| 7    | Andretti Formula E           | 28  | 5    | Ret | 11  | Ret | 11  | Ret | 16  | 11  | 12  | 15  | 14  | 15  | 34   |
| 8    | Faraday Future Dragon Racing | 6   | 14   | 18  | 6   | Ret | NC  | 14  | 15  | Ret | 5   | 13† | Ret | 19† | 33   |
| 8    | Faraday Future Dragon Racing | 7   | 7    | 13  | 8   | 14  | Ret | Ret | 13  | 13  | Ret | 10  | 11  | 9   | 33   |
| 9    | Venturi Formula E            | 4   | 10   | 12  | 12  | 15  | 15† | 10  | 18  | 15  | 13  | 7   | 10  | 10  | 30   |
| 9    | Venturi Formula E            | 5   | 9    | NC  | NC  | Ret | 5   | 8   | 9   | NC  | NC  | Ret | 12  | 18  | 30   |
| 10   | Jaguar                       | 20  | Ret  | 17  | 13  | 4   | 10  | 9   | Ret | 17  | NC  | Ret | 7   | 12  | 27   |
| 10   | Jaguar                       | 47  | 12   | 14  | 17  | 8   | 14  | 15  | 14  | 16  | 10  | 11  | 16  | 14  | 27   |
| Pos. | Tým                          | No. | HKG  | MAR | BUE | MEX | MON | PAR | BER | BER | NYC | NYC | MTL | MTL | Body |

| Legenda k tabulce | Legenda k tabulce                                                                       |
| Barva             | Výsledek                                                                                |
| ----------------- | --------------------------------------------------------------------------------------- |
| Zlatá             | Vítěz                                                                                   |
| Stříbrná          | 2. místo                                                                                |
| Bronzová          | 3. místo                                                                                |
| Zelená            | Bodované umístění                                                                       |
| Modrá             | Nebodované umístění                                                                     |
| Modrá             | Dokončil neklasifikován (NC)                                                            |
| Fialová           | Odstoupil (Ret)                                                                         |
| Červená           | Nekvalifikoval se (DNQ)                                                                 |
| Červená           | Nepředkvalifikoval se (DNPQ)                                                            |
| Černá             | Diskvalifikován (DSQ)                                                                   |
| Bílá              | Nestartoval (DNS)                                                                       |
| Bílá              | Závod zrušen (C)                                                                        |
| Světle modrá      | Pouze trénoval (PO)                                                                     |
| Světle modrá      | Páteční testovací jezdec (TD)                                                           |
| Bez barvy         | Netrénoval (DNP)                                                                        |
| Bez barvy         | Vyřazen (EX)                                                                            |
| Bez barvy         | Nepřijel (DNA)                                                                          |
| Bez barvy         | Odvolal účast (WD)                                                                      |
| Bez barvy         | Nezúčastnil se (prázdné)                                                                |
| Označení          | Význam                                                                                  |
| Tučnost           | Pole position                                                                           |
| Kurzíva           | Nejrychlejší kolo                                                                       |
| †                 | Jezdec nedojel do cíle, ale byl klasifikován, protože odjel více než 90 % délky závodu. |
| ‡                 | Byl udělován poloviční počet bodů, protože bylo odjeto méně než 75 % délky závodu.      |
| Horní index       | Umístění bodujících jezdců ve sprintu                                                   |